# Katholm
Katholm är en liten ö i Augustenborg Fjord på Als i södra delen av Danmark. Ön, som är privatägd, har tidigare varit del av en udde.                                       
Den har en yta på omkring 5 hektar men ytan varierar med sandrevlarnas rörelser. Växtligheten består av låga buskar och träd och gräs som betas av islandsfår. På fastlandet mittemot Katholm ligger tre skeppssättningar, som dock inte har grävts ut.
Ett stort antal fåglar, främst måsar häckar på Katholm och tidigare samlade öns ägare från Sundeved in uppemot 40 000 måsägg varje år till försäljning och lokal användning. Zoologisk Museum har tidigare ringmärkt måsar där varje år. Idag är fågelliver skyddat och de stora kolonierna av skrattmås har ersatts av häckande fiskmås och gråtrut med omkring 500 par vardera. Omkring 25 par knölsvanar häckar på ön liksom grågås, gravand, småskrake och ejder.